# Торп, Оскар
Оскар Фредрик Торп (норв. Oscar Fredrik Torp; 8 июня 1893, Эстфолл, Норвегия — 1 мая 1958, Осло) — норвежский политик, представитель Норвежской рабочей партии.
Был лидером партии с 1923 по 1945 год и мэром Осло в 1935 и 1936 годах. В 1935 году он стал исполняющим обязанности министра обороны в правительстве Йохана Нюгорсвольда. Он также был министром по социальным вопросам с 1936 по 1939 год, а затем министром финансов с 1939 по 1942 год. Он был назначен министром обороны ещё раз в 1942 году в норвежском правительстве в изгнании, находящемся в Лондоне. Он занимал этот пост до конца Второй мировой войны. После выборов 1945 года он стал министром продовольствия и восстановления до 1948 года.
Он стал премьер-министром Норвегии в 1951 году, когда Эйнар Герхардсен ушёл в отставку с этого поста. В 1955 году Торп стал президентом стортинга. Он занимал эту должность вплоть до своей смерти.